# Copa d'Europa d'hoquei sobre patins femenina 2011-2012
La Copa d'Europa femenina 2011-12 fou la sisena edició de la competició. Se celebrà des del 21 de gener fins al 6 de maig de 2012 i fou organitzada pel Comitè Europeu d'hoquei sobre patins. Hi participaren onze clubs de les principals lligues europees, destacant la participació de quatre equips de l'OK Lliga. Es disputà en format d'eliminatòries directes a doble partit, amb vuitens i quarts de final. Els quatre semifinalistes disputaren la fase final de la competició, que es disputà en format de final a quatre i se celebrà el 5 i 6 de maig a Almargem do Bispo.
Es proclamà campió el Biesca Gijón HC, que guanyà a la final al Girona CH per 3 a 0. El club asturià aconseguí el seu quart títol de campió d'Europa en sis edicions celebrades. La jugadora portuguesa del GDR Os Lobinhos, Rita Dias, fou la màxima golejadora de la competició amb onze gols.

## Clubs participants
- CE Arenys de Munt
- Biesca Gijón HC
- US Coutras
- RHC Diessbach
- TUS Düsseldorf
- Girona CH
- GDR Os Lobinhos
- ERG Iserlohn
- UDC Nafarros
- CS Noisy le Grand
- CP Voltregà

## Competició

### Eliminatòria prèvia
El GDR Os Lobinhos, el Girona CH i l'ERG Iserlohn superaren la primera ronda de la competició. El club gironí feu el seu debut a la competició europea amb dues victòries per 2 a 4 i 10 a 2, superant a l'UDC Nafarros.
| Equip 1           | Global | Equip 2         | Anada | Tornada |
| ----------------- | ------ | --------------- | ----- | ------- |
| RHC Diessbach     | 4-10   | GDR Os Lobinhos | 2-6   | 2-10    |
| UDC Nafarros      | 4-14   | Girona CH       | 2-4   | 2-10    |
| CS Noisy Le Grand | 3-5    | ERG Iserlohn    | 0-3   | 3-2     |

#### Anada
| 21 de gener de 2012 | RHC Diessbach | 2-6     | GDR Os Lobinhos | Diessbach bei Büren |  |
| 20:00 CET           |               | Informe |                 |                     |  |

| 21 de gener de 2012 | UDC Nafarros        | 2-4     | Girona CH                            | Nafarros |  |
| 20:00 UTC+0         | Silva 22', 30' (p.) | Notícia | Gutiérrez 10', 24' · Daribo 32', 35' |          |  |

| 21 de gener de 2012 | CS Noisy Le Grand | 0-3     | ERG Iserlohn | Noisy-le-Grand |  |
| 20:30 CET           |                   | Informe |              |                |  |

#### Tornada
| 25 de febrer de 2012 | GDR Os Lobinhos | 10-2    | RHC Diessbach | Almargem do Bispo |  |
| 20:00 UTC+0          |                 | Informe |               |                   |  |

| 25 de febrer de 2012 | Girona CH                                             | 10-2    | UDC Nafarros | Girona           |  |
| 19:00 CET            | Gutiérrez (5) · Gri · Viella · Dorca · Castro · Ervas | Notícia |              | Pavelló Palau II |  |

| 25 de febrer de 2012 | ERG Iserlohn | 3-2     | CS Noisy Le Grand | Iserlohn |  |
| 20:30 CET            |              | Informe |                   |          |  |

### Quarts de final
Els quarts de final de la competició es diputaren el 17 de març, anada, i el 14 d'abril, tornada. Es classificaren per a la final a quatre el GDR Os Lobinhos, el Girona CH, que derrotà al CE Arenys de Munt per 0 a 6 i 5 a 0, l'US Coutras RH, que eliminà al vigent campió, el CP Voltregà, amb un gol d'or a la pròrroga, i el Biesca Gijón HC.
| Equip 1           | Global | Equip 2         | Anada | Tornada |
| ----------------- | ------ | --------------- | ----- | ------- |
| TUS Düsseldorf    | 4-22   | GDR Os Lobinhos | 1-9   | 3-13    |
| CE Arenys de Munt | 0-11   | Girona CH       | 0-6   | 0-5     |
| US Coutras RH     | 4-3    | CP Voltregà     | 2-0   | 2-3     |
| ERG Iserlohn      | 5-6    | Biesca Gijón HC | 0-2   | 5-4     |

#### Anada
| 17 de març de 2012 | TUS Düsseldorf | 1-9     | GDR Os Lobinhos | Düsseldorf |  |
| 19:00 CET          |                | Informe |                 |            |  |

| 17 de març de 2012 | CE Arenys de Munt | 0-6     | Girona CH | Arenys de Munt    |  |
| 19:00 CET          |                   | Notícia |           | Pavelló Municipal |  |

| 17 de març de 2012 | US Coutras RH | 2-0     | CP Voltregà | Coutras |  |
| 20:00 CET          |               | Notícia |             |         |  |

| 17 de març de 2012 | ERG Iserlohn | 0-2     | Biescas Gijón HC | Iserlohn |  |
| 18:30 CET          |              | Informe |                  |          |  |

#### Tornada
| 14 d'abril de 2012 | GDR Os Lobinhos | 13-3    | TUS Düsseldorf | Almargem do Bispo |  |
| 19:00 UTC+0        |                 | Informe |                |                   |  |

| 14 d'abril de 2012 | Girona CH                                             | 5-0     | CE Arenys de Munt | Girona                                     |  |
| 19:00 CET          | Castro 9' · Gutiérrez 17' · Gri 23', 24' · Viella 30' | Notícia |                   | Pavelló Municipal Palau II 200 espectadors |  |

| 14 d'abril de 2012 | CP Voltregà | 3-2     | US Coutras RH | Sant Hipòlit de Voltregà |  |
| 20:00 CET          |             | Notícia |               | Pavelló Municipal        |  |

| 17 de març de 2012 | Biescas Gijón HC | 4-5     | ERG Iserlohn | Gijón             |  |
| 18:30 CET          |                  | Notícia |              | Pavelló Municipal |  |

## Fase final

### Quadre de competició
|  | Semifinals            | Semifinals |                       |   | Final | Final |
|  |                       |            |                       |   |       |       |
|  | 5 de maig 18:30 UTC+0 |            |                       |   |       |       |
|  |                       |            |                       |   |       |       |
|  | US Coutras RH         | 1          |                       |   |       |       |
|  | US Coutras RH         | 1          | 7 de maig 18:45 UTC+0 |   |       |       |
|  | Biesca Gijón HC       | 3          |                       |   |       |       |
|  | Biesca Gijón HC       | 3          | Biesca Gijón HC       | 3 |       |       |
|  | 5 de maig 21:45 UTC+0 |            | Biesca Gijón HC       | 3 |       |       |
|  |                       | Girona CH  | 0                     |   |       |       |
|  | GDR Os Lobinhos       | Girona CH  | 0                     | 2 |       |       |
|  | GDR Os Lobinhos       |            |                       | 2 |       |       |
|  | Girona CH             | 3          |                       |   |       |       |
|  | Girona CH             | 3          | Tercer i quart lloc   |   |       |       |
|  |                       |            |                       |   |       |       |
|  | 6 de maig 16:45 UTC+0 |            |                       |   |       |       |
|  |                       |            |                       |   |       |       |
|  | US Coutras            | 2          |                       |   |       |       |
|  | US Coutras            | 2          |                       |   |       |       |
|  | GDR Os Lobinhos       | 3          |                       |   |       |       |

### Final
El Biesca Gijón HC i el Girona CH disputaren la final de la Copa d'Europa femenina 2012. El partit es caracteritzà per una primera part igualada que acabà amb empat a zero. A la segona part, la jugadora argentina Luciana Agudo marcà tres gols que decidiren la final. El Biesca Gijón HC guanyà el seu quart títol de la competició en sis edicions disputades.
| Biesca Gijón HC            | 3‐0     | Girona CH |
| -------------------------- | ------- | --------- |
| Agudo 30', 37', 38' (f.d.) | Notícia |           |

| Biesca Gijón | Girona CH |

| #               | Pos. | Nom                 |  |
| --------------- | ---- | ------------------- |  |
| 10              | POR  | Christina Klein     |  |
|                 |      | Luciana Agudo       |  |
|                 |      | Sara González Lolo  |  |
|                 |      | Silvia Cadrecha     |  |
|                 |      | Ainhoa García       |  |
|                 |      | María Fernández     |  |
|                 |      | Miriam de la Fuente |  |
|                 |      | Paula Calleja       |  |
|                 |      | Lorena Alonso       |  |
| 1               | POR  | Elena González Lolo |  |
| Entrenador      |      |                     |  |
| Fernando Sierra |      |                     |  |

| Campió de la Copa d'Europa 2012 |
| ------------------------------- |
| Biesca Gijón HC Quart títol     |

| #             | Pos. | Nom               |           |
| ------------- | ---- | ----------------- | --------- |
|               | POR  | Laia Salicrú      |           |
|               |      | Carla Dorca       |           |
|               |      | Adriana Gutiérrez | Amonestat |
|               |      | Laia Castro       | Amonestat |
|               |      | Vanessa Daribo    |           |
|               |      | Laura Viella      |           |
|               |      | Carla Gri         |           |
|               |      | Anna Hervás       |           |
|               |      | Ariadna Cabezas   |           |
|               |      | Virginia Díaz     |           |
| Entrenador    |      |                   |           |
| Sergio Alonso |      |                   |           |

## Estadístiques
| Nota. Jugadores amb quatre o més gols |

| \| Màxima golejadora \| Màxima golejadora \| Màxima golejadora \| Màxima golejadora \| Màxima golejadora \| Màxima golejadora \| \| # \| Nom \| Club \| G \| PJ \| GPP \| \| ----------------- \| ------------------ \| ----------------- \| ----------------- \| ----------------- \| ----------------- \| \| 1 \| Rita Dias \| GDR Os Lobinhos \| 11 \| 6 \| 1,83 \| \| 2 \| Adriana Gutiérrez \| Girona CH \| 10 \| 6 \| 1,67 \| \| 3 \| Maren Wichardt \| ERG Iserlohn \| 8 \| 4 \| 2,00 \| \| 4 \| Luciana Agudo \| Biesca Gijón HC \| 6 \| 6 \| 1,00 \| \| 4 \| Laia Castro \| Girona CH \| 6 \| 6 \| 1,00 \| \| 4 \| Tania Freire \| GDR Os Lobinhos \| 6 \| 6 \| 1,00 \| \| 4 \| Ines Vieira \| GDR Os Lobinhos \| 6 \| 6 \| 1,00 \| \| 8 \| Sara González Lolo \| Biesca Gijón HC \| 4 \| 6 \| 0,67 \| \| 8 \| Vanessa Daribo \| Girona CH \| 4 \| 6 \| 0,67 \| \| 8 \| Vania Ribeiro \| Telecable HC \| 4 \| 6 \| 0,67 \| Font: RinkHockey.net |                    |                 |    |    |      |
| Màxima golejadora |                    |                 |    |    |      |
| # | Nom                | Club            | G  | PJ | GPP  |
| 1 | Rita Dias          | GDR Os Lobinhos | 11 | 6  | 1,83 |
| 2 | Adriana Gutiérrez  | Girona CH       | 10 | 6  | 1,67 |
| 3 | Maren Wichardt     | ERG Iserlohn    | 8  | 4  | 2,00 |
| 4 | Luciana Agudo      | Biesca Gijón HC | 6  | 6  | 1,00 |
| 4 | Laia Castro        | Girona CH       | 6  | 6  | 1,00 |
| 4 | Tania Freire       | GDR Os Lobinhos | 6  | 6  | 1,00 |
| 4 | Ines Vieira        | GDR Os Lobinhos | 6  | 6  | 1,00 |
| 8 | Sara González Lolo | Biesca Gijón HC | 4  | 6  | 0,67 |
| 8 | Vanessa Daribo     | Girona CH       | 4  | 6  | 0,67 |
| 8 | Vania Ribeiro      | Telecable HC    | 4  | 6  | 0,67 |